# きりしま (列車)
きりしまは、九州旅客鉄道（JR九州）が宮崎駅・国分駅 - 鹿児島中央駅間を、日豊本線・鹿児島本線経由で運行する特別急行列車である。本稿では、快速列車「錦江」（きんこう）など宮崎県対鹿児島県間を運行した優等列車群についても解説する。

## 概要
特急「きりしま」は、1995年4月20日のダイヤ改正で特急「にちりん」の末端区間となる南宮崎駅 - 西鹿児島（現・鹿児島中央）駅間を系統分割し、同じく宮崎駅 - 西鹿児島駅間を運行していた快速「錦江」と統合する形で運行を開始した。
系統分割をした理由は、以前の「にちりん」は、宮崎駅 - 西鹿児島駅間では運行本数が少なく、並行区間を走る高速バスに比べると競争力が劣っていたからである。例えば、1985年3月14日国鉄ダイヤ改正時点のダイヤでは、1日あたりの運行本（便）数は、西鹿児島駅発の上り「にちりん」は3本だったのに対して、宮崎交通と南九州高速バスが運行していた「はまゆう号」は計8便だった。雑誌「鉄道ジャーナル」の取材によれば、1985年のある日では、西鹿児島駅を午前11時24分に出発した博多駅行き「にちりん24号」は、西鹿児島出発時点で7両編成のうちグリーン車1両と指定席車2両が空車、自由席車4両に計46人という利用状況だった。当時の「にちりん」は、博多駅 - 西鹿児島駅間で長距離直通運転をしており、北九州地区に制約されるダイヤだったことも、宮崎駅 - 西鹿児島駅間で利便性の高い時間設定が難しい原因だった。
当初は宮崎市 - 鹿児島市間の都市間輸送を主体としていたが、2004年3月13日に九州新幹線鹿児島ルートが部分開業した際に霧島神宮駅・国分駅 - 鹿児島中央駅間の列車が設定され、九州新幹線との接続による観光誘致や、鹿児島都市圏内での通勤・通学輸送としての役割も担うようになった。
2011年3月12日に九州新幹線鹿児島ルートが全線開業した際、宮崎駅 - 鹿児島中央駅間の列車が増発された代わりに利用が低迷していた霧島神宮駅発着列車は全廃され、国分駅発着列車も1往復に見直された。また、この改正では「ホームライナー」の「きりしま」への編入に伴い、「きりしま」では初めて鹿児島中央駅に乗り入れない宮崎駅 - 都城駅・西都城駅間運転の列車が設定された。その後2021年のダイヤ見直しでこの系統は廃止・統合されている。

## 運行概況

### きりしま
宮崎駅 - 鹿児島中央駅間9往復、国分駅 - 鹿児島中央駅間1往復の計10往復が運行されている。号数は宮崎駅 - 鹿児島中央駅間の列車は1 - 18号、国分駅発着列車は81・82号が与えられている。基本的に鹿児島中央駅では九州新幹線と、宮崎駅・南宮崎駅では日向市駅・延岡駅方面の特急列車や宮崎空港行き列車に接続しているが、宮崎駅においては上り特急との接続が考慮されていない場合が少なくなく、時間帯によっては30分以上待たされる。列車番号は号数+6000M。工事が行われる場合は運休になる列車がある。
なお3号は、特急「ひゅうが」3号の車両が終点の宮崎駅に到着後、そのまま「きりしま」3号の運用に入るため、事実上延岡駅 - 鹿児島中央駅間の直通運転になっている。
宮崎市 - 鹿児島市間の都市間輸送では、かつて宮崎交通の高速バス「はまゆう号」と競合関係であった。

#### 停車駅
宮崎駅 - 南宮崎駅 - （清武駅） - （田野駅） - （山之口駅） - （三股駅） - 都城駅 - 西都城駅 - 霧島神宮駅 - 国分駅 - 隼人駅 - （加治木駅） - （帖佐駅） - （姶良駅） - （重富駅） - 鹿児島駅 - 鹿児島中央駅
- （）の駅は一部列車のみ停車。
  - 清武駅・加治木駅は9・12号のみ通過、他は停車。
  - 田野駅・山之口駅・三股駅は2号が停車。
  - 帖佐駅は1・3・4・16・18・81・82号が停車。
  - 姶良駅・重富駅は1・16・81・82号が停車。
    - 帖佐駅は2004年3月13日 - 2011年3月11日に運行されていた霧島神宮駅・国分駅発着列車はすべて停車していた。その名残で近隣の姶良駅・重富駅よりも停車本数が多くなっている。
- 国分駅 - 鹿児島中央駅間には中間駅が8駅あるが、1・16・81・82号がこの区間で通過するのは錦江駅と竜ケ水駅のみである。竜ケ水駅は普通列車も約半数が通過する。
- 停車駅の詳細は以下の表を参照（2022年8月現在）。
  - ●：停車
  - －：通過

|                 | 宮崎駅 | 南宮崎駅 | 清武駅 | 田野駅 | 山之口駅 | 三股駅 | 都城駅 | 西都城駅 | 霧島神宮駅 | 国分駅 | 隼人駅 | 加治木駅 | 帖佐駅 | 姶良駅 | 重富駅 | 鹿児島駅 | 鹿児島中央駅 |
| --------------- | ------ | -------- | ------ | ------ | -------- | ------ | ------ | -------- | ---------- | ------ | ------ | -------- | ------ | ------ | ------ | -------- | ------------ |
| 下り1本/上り1本 | ●      | ●        | －     | －     | －       | －     | ●      | ●        | ●          | ●      | ●      | －       | －     | －     | －     | ●        | ●            |
| 下り6本/上り4本 | ●      | ●        | ●      | －     | －       | －     | ●      | ●        | ●          | ●      | ●      | ●        | －     | －     | －     | ●        | ●            |
| 下り1本/上り2本 | ●      | ●        | ●      | －     | －       | －     | ●      | ●        | ●          | ●      | ●      | ●        | ●      | －     | －     | ●        | ●            |
| 下り1本/上り1本 | ●      | ●        | ●      | －     | －       | －     | ●      | ●        | ●          | ●      | ●      | ●        | ●      | ●      | ●      | ●        | ●            |
| 上り1本         | ●      | ●        | ●      | ●      | ●        | ●      | ●      | ●        | ●          | ●      | ●      | ●        | －     | －     | －     | ●        | ●            |
| 下り1本/上り1本 |        |          |        |        |          |        |        |          |            | ●      | ●      | ●        | ●      | ●      | ●      | ●        | ●            |
| 下り停車本数    | 9      | 9        | 8      | 0      | 0        | 0      | 9      | 9        | 9          | 10     | 10     | 9        | 3      | 2      | 2      | 10       | 10           |
| 上り停車本数    | 9      | 9        | 8      | 1      | 1        | 1      | 9      | 9        | 9          | 10     | 10     | 9        | 4      | 2      | 2      | 10       | 10           |

#### 特急料金の特例
宮崎駅 - 南宮崎駅間は乗車券のみで普通車自由席に乗車可能で、宮崎駅から乗車し、都城・鹿児島中央方面との間で乗車する場合も特急料金は南宮崎駅以南の区間のみで計算される。また、この区間のみでグリーン車に乗車する場合はグリーン車自由席扱いとなり、切符は車内で車掌から購入する形となる。これは宮崎駅 - 宮崎空港駅間における特例を、宮崎駅 - 南宮崎駅間に関して「きりしま」にも適用するため。
また霧島神宮駅 - 鹿児島中央駅間の自由席特急料金は、霧島神宮駅 - 鹿児島駅または鹿児島中央駅間は520円、そのほかの区間に関しては一律310円となっている。これは2004年に霧島神宮駅・国分駅発着列車が設定された際、これらの列車が50km以内の短距離運転となるため設定されたもので、2011年に霧島神宮駅発着列車が全廃され、国分駅発着列車も1往復のみになってからも特例はそのまま残されている。

### 臨時列車

#### おひさま号
2024年（令和6年）9月7日・8日にサンマリンスタジアム宮崎で開催されるアイドルグループ・日向坂46のコンサート「ひなたフェス2024」に合わせ臨時特急列車「おひさま号」が運行された。

##### 停車駅（おひさま号）
宮崎駅 - 南宮崎駅 - 都城駅 - 西都城駅 - 国分駅 - 隼人駅 - 鹿児島駅 - 鹿児島中央駅

### 使用車両・編成
大分鉄道事業部大分車両センターに所属している787系電車4両編成が全列車に充当されている。2011年3月12日の九州新幹線鹿児島ルート全線開業に伴うダイヤ改正から投入された。「にちりん」「ひゅうが」との共通運用で、2018年3月17日よりこの編成を用いる列車は全てワンマン運転を行なっている。ただし、ワンマン運転中でも添乗員が乗務することがある。
なお南福岡車両区所属の6・7両編成（DXグリーン・グリーン個室連結）は定期運用に用いられたことはないが、2017年9月に日豊本線臼杵駅 - 佐伯駅間が不通になった際に宮崎に取り残された「にちりん」用の6両編成が同年9・10月に一部列車に代走で用いられたことがある。

#### 過去の使用車両
485系（1995年4月 - 2011年3月）
1995年の運行開始から787系・783系が投入される2011年3月まで全列車で運行されていた。当初は「KIRISHIMA EXPRESS」の愛称で緑色に塗装された専用編成が使われていたが、2000年に「ひゅうが」と、2001年からは「にちりん」も共通運用となり、「にちりん」で運用していた「RED EXPRESS」車両と、2000年まで「ハウステンボス」で使用されていた車両を転用した「KIRISHIMA & HYUGA」車両で運行されるようになった。2004年に霧島神宮駅・国分駅発着列車が設定された際には、車両が不足することから、保留車となっていた3両を「KIRISHIMA EXPRESS」塗装とした上で営業運転に復帰した。この編成はのちに国鉄色に塗装変更されたため、2010年7月をもって「KIRISHIMA EXPRESS」塗装での運行を終了した。
783系電車（ハイパーサルーン）（2011年3月 - 2021年3月）
5両編成。南福岡車両区所属。2011年3月12日の九州新幹線鹿児島ルート全線開業に伴うダイヤ改正から投入された。それ以前は「かもめ」に使われていた編成で、日豊本線の「にちりん」「にちりんシーガイア」「ひゅうが」や博多口の「かもめ（佐賀駅発着）」「きらめき」と共通運用であった。各車両中央の乗降口を境に鹿児島中央寄りのA室と宮崎寄りのB室に分かれており、駅・車内でもそのように案内されている。投入から撤退まで一貫して2往復の運用だった。

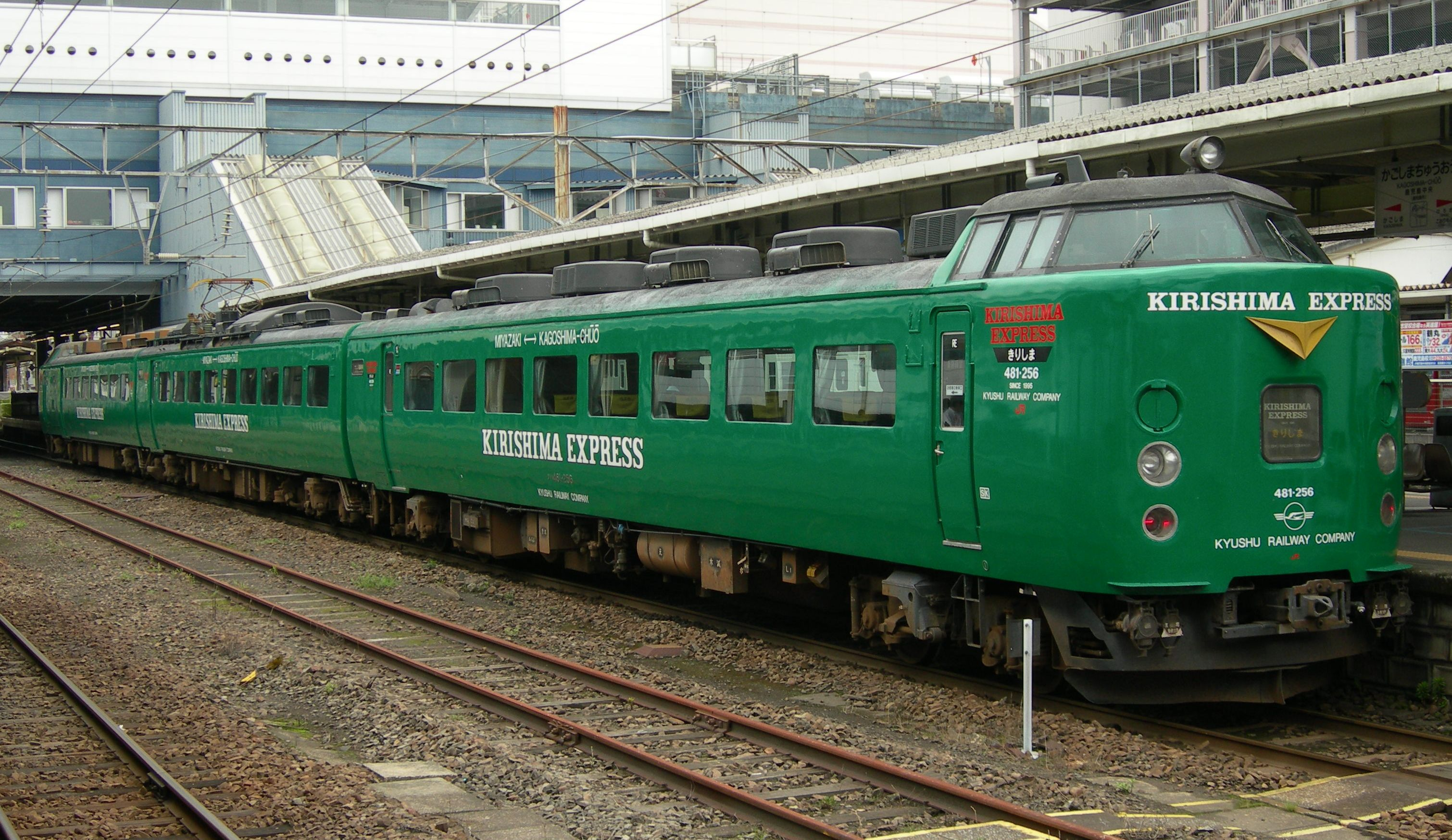
1995年の列車設定時に登場した「KIRISHIMA EXPRESS」色（写真は2004年に復活したもの）
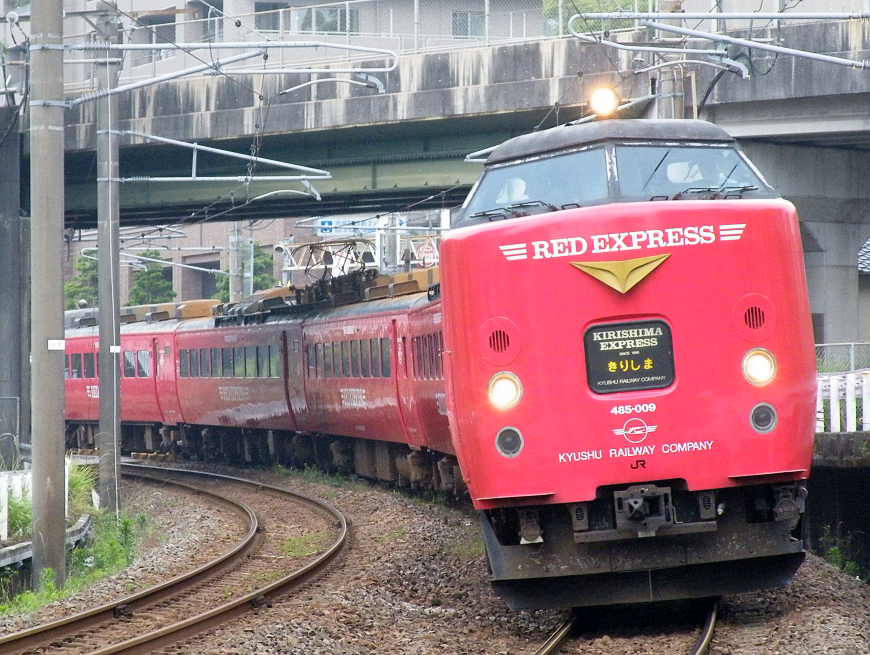
「RED EXPRESS」色（2009年）
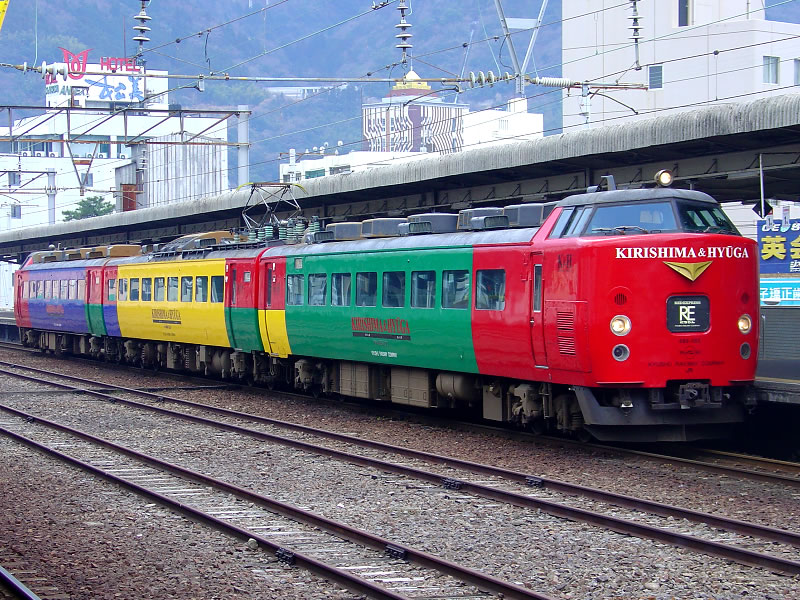
2000年3月以降に登場した「KIRISHIMA & HYUGA」色
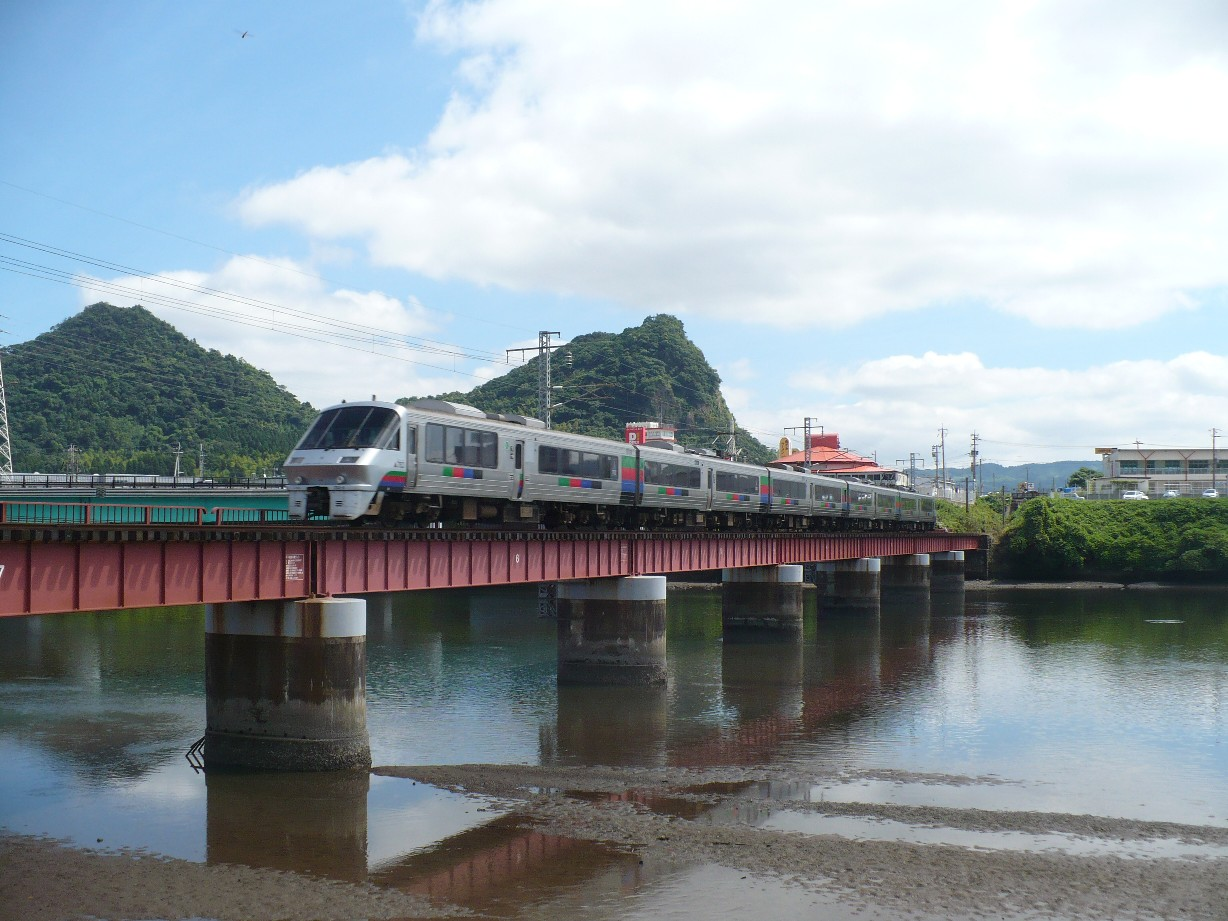
2011年3月のダイヤ改正で投入された783系
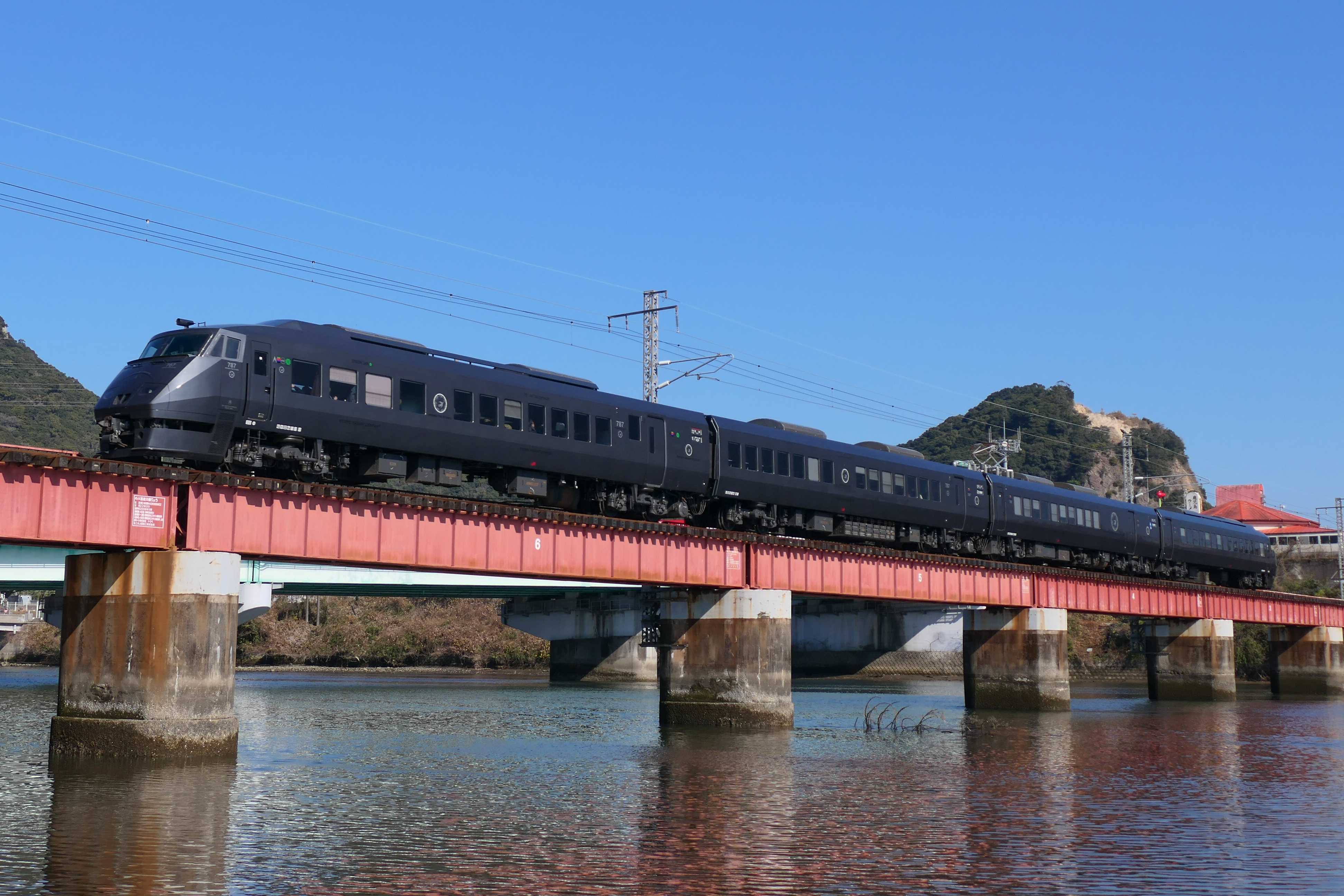
「きりしま」運用に就く787系電車（2022年1月 帖佐駅 - 錦江駅間）

## 沿革

### 宮崎対鹿児島連絡列車「錦江」

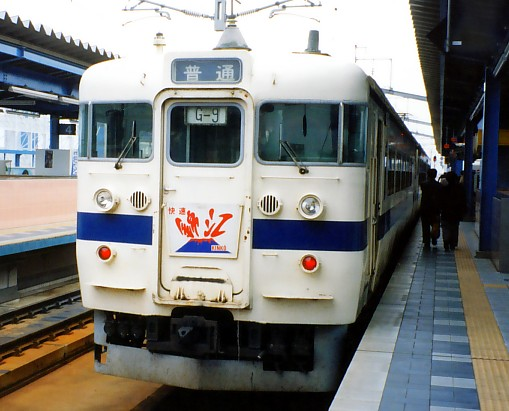
快速「錦江」（1994年3月 宮崎駅）

- 1960年（昭和35年）：西鹿児島駅 - 山川駅間を指宿枕崎線経由で運行する準急列車として「錦江」（きんこう）運行開始。
- 1961年（昭和36年）：「錦江」を宮崎駅発着に延長。
- 1966年（昭和41年）：「錦江」を急行列車に格上げ。
- 1968年（昭和43年）：「錦江」の指宿駅発着列車を増発。
- 1975年（昭和50年）：山陽新幹線開通に伴うダイヤ改正により、従来「青島」・「高千穂」の系統を立て替る形で「錦江」を4往復増発。
- 1979年（昭和54年）：日豊本線南宮崎駅 - 鹿児島駅間電化により、「錦江」の2往復に475系電車を投入、特急「にちりん」格上げのため1往復減。また、指宿枕崎線乗り入れを1往復にする。
- 1980年（昭和55年）10月1日：「錦江」は指宿枕崎線乗り入れ終了。宮崎駅 - 西鹿児島駅間を運転する快速列車に格下げ。

### 特急「きりしま」
- 1995年（平成7年）4月20日：快速「錦江」を廃止し、特急「にちりん」の南宮崎駅 - 西鹿児島駅間を系統分離。それらを統合し、宮崎駅 - 西鹿児島駅間にエル特急「きりしま」を新設。
- 2001年（平成13年）3月3日：1往復でグリーン車の連結を開始（「にちりん」の間合い運用）。それまでは全列車普通車のみの編成だった。
- 2004年（平成16年）3月13日：九州新幹線開業によるダイヤ改正により霧島神宮駅・国分駅発着列車を設定。従来1往復だったグリーン車連結列車も5往復（宮崎駅発着列車の過半数）に増加。
  - ただし、九州新幹線との乗り継ぎ割引が設定されていないことから、観光誘致と鹿児島都市圏の通勤・通学輸送の側面が大きくなった。
- 2006年（平成18年）3月18日：ダイヤ改正により、宮崎駅発着列車は1号から、霧島神宮駅・国分駅発着列車は101号からの付番に変更。
  - それ以前は鹿児島中央駅の着発順に1号から付番をしていた。
- 2007年（平成19年）3月18日：ダイヤ改正により、霧島神宮駅・国分駅発着列車の付番を81号からに変更。
- 2008年（平成20年）6月：エル特急の呼称を中止。
- 2009年（平成21年）3月14日：全車禁煙化。
- 2011年（平成23年）3月12日：ダイヤ改正により以下のように変更。
  1. 運行本数を、宮崎駅 - 鹿児島中央駅間10往復、国分駅 - 鹿児島中央駅間1往復、宮崎駅 - 都城駅・西都城駅間1往復（「さわやかライナー」・「「ホームライナー」からの格上げ分）の、計12往復とする。
  2. 使用車両を宮崎駅 - 鹿児島中央駅間運転の2往復は783系電車5両編成、そのほかの列車は787系電車4両編成に変更。全列車にグリーン車が連結されるようになる。
  3. 宮崎駅 - 鹿児島中央駅間の1往復を清武駅・加治木駅通過とし、この列車の所要時間を1時間59分と2時間以内の運行にする。
  4. 一部列車において車内販売を開始。
- 2014年（平成26年）10月1日：車内販売を廃止[5]。
- 2016年（平成28年）3月26日：ダイヤ改正により所要時間の見直しを実施、従来1時間59分で運転していた1往復（11・12号）の所要時間が2時間台に延びる。その他の一部列車においても所要時間が延びた。
- 2017年（平成29年）3月4日：ダイヤ改正により6号を783系に、8号を787系に車種変更。
- 2018年（平成30年）3月17日：ダイヤ改正により783系充当の2往復を除く全列車でワンマン運転を開始。
- 2020年（令和2年）3月16日・3月20日 - 4月23日：新型コロナウイルス感染症による利用客減少に伴い、以下の処置を実施。
  - 3月20日 - 4月5日：101・102号の運休を実施[6]。
  - 4月6日 - 4月17日：4・9号の運休を実施[7]。
  - 4月18日 - 5月10日：4・9・14・15号の運休を実施[8]。
  - 5月2日 - 5月6日：新型コロナウイルス感染症対策として、JR九州管内の特急列車全便運休の方針により、期間中の「きりしま」を全便運休[9][10]。
  - 11月1日 - 当面の間：4・9号の運休[11]。
- 2021年（令和3年）
  - 3月13日：ダイヤ改正[12][13]
    1. 5・16・101・102号を廃止し10往復で運転（直前まで運休していた4・9号（改正後4・7号）は改正に合わせて復活した）。
    2. 102号の代替として2号が三股駅・山之口駅・田野駅に停車。
    3. 全列車787系4両編成にて運転、783系は撤退[4]。
- 2024年（令和6年）9月7日・8日 - サンマリンスタジアム宮崎で開催されるアイドルグループ・日向坂46のコンサート「ひなたフェス2024」に合わせ臨時特急列車「おひさま号」を運行。

### 列車名の由来
宮崎県と鹿児島県県境付近に広がる霧島山が由来となっている。「きりしま」の名は、九州と結びつく言葉であることから、過去に九州連絡列車として以下の列車に使用されていた。
1. 東京駅 - 西鹿児島駅間を運行した夜行急行列車「霧島」
2. 京都駅 - 西鹿児島駅間を運行した寝台特急列車「きりしま」
3. 新大阪駅 - 西鹿児島駅間を運行した臨時寝台急行列車「霧島」

（五十音順）
- 「おひさま号」アイドルグループ・日向坂46のファンを意味する「おひさま」に由来。
- 「霧島」「きりしま」 霧島山（きりしまやま）に由来する。
- 「錦江」 鹿児島湾の別名、錦江湾に由来。